# 4C Association

Das Logo der Organisation

Die 4C Association ist eine gemeinnützige Organisation mit dem Ziel, Arbeitsbedingungen und Umweltstandards als breit anwendbarer Mindeststandard für den Kaffee-Massenmarkt zu verbessern. Ihre Mitglieder verpflichten sich dem Common-Code-for-the-Coffee-Community-Verhaltenskodex. Ihr Sitz ist Genf.
Die Organisation ging 2006 aus der vier Jahre zuvor gegründeten Initiative Common Code for the Coffee Community hervor (auf Deutsch etwa: Gemeinsamer Kodex für die Kaffee-Gemeinschaft, kurz CCCC, 4C-Kodex oder auch Kaffeekodex). Mitglieder sind Kaffeeproduzenten, Vertreter aus Kaffeehandel und -industrie sowie Organisationen der Zivilgesellschaft.
2010 wurden 10 % des weltweiten Kaffeevolumens von 4C-Kaffeeproduzenten geliefert. Die Organisation vergibt kein Gütesiegel, sondern versucht einen Basisstandard zu schaffen, auf dem Initiativen für Fairen Handel oder ökologischen Anbau aufbauen können.
Federführend bei der Ausarbeitung des Kodex waren die Deutsche Gesellschaft für Technische Zusammenarbeit (gtz), das deutsche Bundesministerium für wirtschaftliche Zusammenarbeit und Entwicklung (BMZ) und der Deutsche Kaffeeverband. Ergänzt wurden diese durch Nichtstaatliche Organisationen wie VENRO oder Oxfam sowie verschiedene Gewerkschaften.

## Unterstützung
Unterstützt wird die Initiative nach wie vor vom Bundesministerium für Wirtschaftliche Zusammenarbeit und Entwicklung (BMZ) und dem Schweizer Staatssekretariat für Wirtschaft. Nichtregierungsorganisationen wie OXFAM International, die Christliche Initiative Romero (CIR), das Pesticide Action Network (PAN UK) und weitere zivilgesellschaftliche Akteure sind Mitglied von 4C. Auf der Seite von Kaffeebauern kann 4C Produzentenorganisationen u. a. aus Guatemala, Sambia, Kenia, Vietnam, El Salvador, Brasilien, Uganda und Kolumbien verzeichnen. Als Argumente für die Mitgliedschaft nennen sie besonders den Gemeinschaftscharakter mit anderen Akteuren der Kaffeekette, die kostenlose 4C-Verifizierung für Produzenten, die Unterstützungsmechanismen für die Farmer, die erhöhte Transparenz entlang der Kette und den Verhaltenskodex, der sich an die 90 % der Produzenten richten, die keinen Zugang zu höheren Standards erlangen können. 4C wird durch die Initiative nicht mit einem Label auf der Packung beworben und als entscheidender Schritt in Richtung Nachhaltigkeit kommuniziert, um den Verbrauchern den Unterschied zu höheren Standards deutlich zu machen.

## Kritik
Kritik wurde vor allem von Fair Trade- und Umweltorganisationen geäußert. FIAN beispielsweise trat aufgrund unzureichender Verpflichtungen bezüglich der Menschenrechte aus dem CCCC aus, und weil „Transparenz und Kontrollmöglichkeiten durch Zivilgesellschaft und Produzenten“ fehlten. Als Reaktion auf Kritikpunkte wurde der Ansatz durch einen Regelsatz für die Industrie ergänzt, der nicht nur die Verpflichtung für Industrie und Handel beinhaltet, steigende Mengen an 4C verifiziertem Kaffee zu kaufen, sondern auch die Kaffeebauern mit Weiterbildung und Zugang zu optimiertem Management und Anbaupraktiken zu unterstützen. In einem gemeinsamen Positionspapier kritisierten gepa, WeltPartner eG, El Puente und Naturland unter anderem die fehlende Preisgarantie für Kaffeebauern, wie sie durch das Fair-Trade-Siegel garantiert wird. Auch die Freiwilligkeit des Kodex wird kritisch betrachtet. Der im 4C-Kodex enthaltene Verzicht auf verbotene Pestizide garantiere überdies noch lange keine wirklich nachhaltige Kaffeeproduktion.